# Scorzonera cretica
Scorzonera cretica ist eine Pflanzenart aus der Familie der Korbblütler (Asteraceae).

## Merkmale
Scorzonera cretica ist ein ausdauernder Schaft-Hemikryptophyt, der Wuchshöhen von 3 bis 45 (selten bis 60) Zentimeter erreicht. Die Behaarung der Pflanze ist variabel, sie reicht von dicht filzig überzogene bis beinahe kahl. Der Stängel ist beblättert. Die Blätter sind 5 bis 30 Zentimeter lang und lineal.
Die Hülle ist 10 bis 30 Millimeter groß, fruchtend wird sie bis 40 Millimeter groß. Die Früchte sind dicht zottig bis wollig. Die Form und Farbe des Pappus sowie die Größe der Hülle, des Pappus und der Früchte ist sehr variabel.
Die Blütezeit reicht von April bis Mai.
Die Chromosomenzahl beträgt 2n = 12 oder 12+1B.

## Vorkommen
Scorzonera cretica kommt in der Kardägäis vor. Man findet sie in Griechenland, Kreta und in der Ägäis.
Auf Kreta wächst die Art Felsspalten, in Phrygana sowie auf Fels- und Sandküsten in Höhenlagen von 0 bis 1400 Meter.